# Karol Nawrocki
Karol Nawrocki (n. 3 martie 1983, Gdańsk, Republica Populară Polonă) este un politician și istoric polonez, Președintele ales al Poloniei. A fost contracandidatul lui Rafał Trzaskowski la alegerile prezidențiale din 2025 din Polonia, cu sprijinul Partidului Lege și Justiție (PiS). Acesta a câștigat alegerile la o diferență mai mică de 1%, și a preluat mandatul în data de 6 august 2025.

## Viziuni Politice
Nawrocki are viziuni naționaliste, conservatoare, eurosceptice și Trumpiste. El se opune vehement guvernului lui Donald Tusk, și relaxării legilor cu privire la avort și a drepturilor LGBTQIA+, precum și aderării Ucrainei la NATO.